# Metriocnemus seiryumeneus
Metriocnemus seiryumeneus är en tvåvingeart som beskrevs av Sasa, Suzuki och Sakai 1998. Metriocnemus seiryumeneus ingår i släktet Metriocnemus och familjen fjädermyggor. Inga underarter finns listade i Catalogue of Life.